# 2 Lacertae
2 Lacertae è una stella della costellazione della Lucertola, situata nella parte centrale della costellazione.
È una variabile ellissoidale rotante sospetta, designata nel catalogo NSV col numero 14130, con oscillazioni di magnitudine fra 4,53 e 4,56.
Come le variabili di questo tipo è una stella doppia, designata come ADS 15862, la cui compagna è di magnitudine 11,6, separata da 48,2 secondi d'arco e angolo di posizione pari a 7-9°.
Le componenti hanno masse rispettivamente di 5 e 3,5 volte quella del Sole e sono entrambe di tipo spettrale B. La componente maggiore ha una massa 5 volte quella del Sole ed un raggio 4,3 volte tanto. La secondaria è meno calda e massiccia, la massa è tre volte e mezzo quella solare e il raggio e 3,4 volte superiore a quello solare. Il periodo orbitale è di massimo 4,9 giorni, ad una distanza stimata di sole 0.076 U.A..